# Robert Cavendish Spencer
Robert Cavendish Spencer (Althorp, 24 octobre 1791-4 novembre 1830) est un navigateur britannique, frère de John Charles Spencer.

## Biographie
Entré dans la Marine en 1804, il accompagne Horatio Nelson aux Indes Orientales puis, de 1807 à 1809, sert en Méditerranée où il prend une part active à la destruction du port de Cassis. Il participe ensuite aux guerres d'indépendance en Amérique du Sud (1810-1819) et, en 1823, signe un traité avec le dey d'Alger. 
Il meurt au large d'Alexandrie le 4 novembre 1830. 
On lui doit un manuel naval, The 99 questions.

## Hommage
Un monument en son honneur a été établi à Malte, le Spencer Monument (en). 